# Eugenia cartagensis
Eugenia cartagensis är en myrtenväxtart som beskrevs av Otto Karl Berg. Eugenia cartagensis ingår i släktet Eugenia och familjen myrtenväxter. Inga underarter finns listade i Catalogue of Life.